# 津久見市立長目小学校
津久見市立長目小学校（つくみしりつ ながめしょうがっこう）は、大分県津久見市大字長目にある公立小学校。2004年（平成16年）4月1日から休校中である。

## 概要
津久見市北東部の長目半島の南側に位置し、長目地区（大字長目（字無垢島を除く））を通学区域とする。なお、長目地区は津久見市立堅徳小学校の通学調整区域とされており、通学先として本校のほかに堅徳小学校を選択することができる。

## 沿革
- 1874年（明治7年）12月5日 - 道尾小学校（現在の津久見市立青江小学校の前身）が開校[3]。
- 1875年（明治8年）2月5日 - 道尾小学校の支校として伊崎小学校（現在の津久見市立長目小学校の前身）が開校。字伊崎の臼杵藩の旧役所を仮校舎とする[4]。
- 1887年（明治20年）2月 - 校舎新築。長目簡易学校に校名を変更。
- 1892年（明治25年） - 長目尋常小学校となる。
- 1905年（明治38年）10月8日 - 本校の分校である無垢島特別学級の教室が竣工。
- 1941年（昭和16年） - 長目国民学校となる。
- 1964年（昭和39年） - 無垢島分校が独立し、津久見市立無垢島小学校となる。
- 1965年（昭和40年） - 鉄筋コンクリート構造の新校舎（現校舎）が竣工。
- 1992年（平成4年） - 体育館竣工。
- 2004年（平成16年）4月1日 - 休校。

## 通学区
- 通学区域 - 大字長目（字無垢島を除く）[2]

長目小学校区全域が津久見市立第二中学校の通学区域である。

## アクセス
- バス - 臼津交通長目小学校前停留所下車